# Ancistrus triradiatus
La especie Ancistrus triradiatus, conocido como Ancistrus triradiatus.LDA72 o Ancistrus “común”, pertenece a la familia de los Loricáridos (Loricariidae). Su hábitat natural se encuentra en aguas de curso rápido y con densa vegetación, en la cuenca de los ríos Orinoco, Meta y de los lagos de Maracaibo y Valencia (por ejemplo en el río de Los Guayos). 

## Morfología
Este pez presenta un cuerpo con forma aplanada en la zona ventral, recubierto de placas óseas menos en su vientre, desprovisto de escamas. La aleta dorsal presenta ocho radios ramificados. los radios duros de sus aletas presentan una espina, menos en la aleta adiposa y caudal y con la boca en la zona inferior de su ancha cabeza. Esta boca está preparada para adherirse a cualquier superficie, lo que le permite sujetarse en aguas de mucha corriente y que utiliza también para raspar las superficies de troncos y rocas en busca de las algas , de las cuales se alimenta.
A pesar de tener un tamaño general de entre 9 y 10 cm, las hembras son de menor tamaño que los machos y éstos cuando llegan a su madurez sexual presentan unas ramificaciones bifurcadas en la parte anterior de la cabeza de las que las hembras carecen o son de muy pequeño tamaño.
Su coloración varía del marrón al negro, con puntos ocre esparcidos. Cromatógrafos o células retráctiles que posee en piel y escamas hacen que la coloración varíe continuamente.

## Alimentación
Este pez se caracteriza por una dieta omnívora. Se alimentan sobre todo a través de vegetales, algas y distintos restos alimenticios que van hallando en su camino. De esta forma, aceptan todo tipo de vegetales, aunque en estado salvaje se alimentan básicamente a partir de restos orgánicos.
Un dato característico es que requieren de una presencia de celulosa en su dieta para poder realizar la digestión correctamente, razón por la que tanto en acuarios como en su hábitat natural, siempre se encuentra en troncos de madera.

## Reproducción
La hembra escoge algún escondrijo como nido, en el que pone entre 60 y 150 huevos, de color anaranjado y diámetro de 1,5 mm. El macho se encarga de la incubación y de la evolución de la puesta. Los huevos eclosionan a los 5 o 6 días de la puesta. Los alevines se alimentaran unos días de su saco vitelino y después nadan libremente.

## Vida en cautividad
Este singular pez de biotopo amazónico no tolera la sal, por ello, de tenerlo en un acuario debería ser de agua dulce y amazónico. Además se deberían tener en cuenta aspectos como que debe haber un macho cada tres hembras, ya que al ser territoriales entre sí los machos necesitan un espacio adecuado que puedan sentir les pertenece. De todos modos, las riñas entre machos no llegan a más si se les ofrecen escondites y una buena alimentación. Por lo general es una especie muy pacífica que puede vivir perfectamente en el acuario comunitario, debiéndose proporcionarle lo necesario (cuevas de cáscara de coco, troncos, vegetación) para protegerse de la luz del día.
Es un animal omnívoro, pero la mayor parte de su dieta (en un 80%) está constituida por algas (alimento que obtienen en la “limpieza” del acuario) y otros elementos vegetales (pepino, espinaca, calabacín, guisantes etc.). 
Su menú proteico se conforma principalmente por muy pequeñas tiras de moluscos y crustáceos acuáticos ya sean envasados (comerciales) o previamente seleccionados por el acuariófilo. Nunca se ha de olvidar colocar un tronco para que extraigan las porciones necesarias de polímeros de carbono y celulosa para sus procesos digestivos, pues les es vital.
Llegado el momento del desove se percibe una alta actividad del macho preparando el lugar, limpiándolo e invitando a la hembra a entrar en el lugar escogido. Por lo que se podrá observar durante unos días a la pareja entrado y saliendo del lugar escogido. 
El macho será el encargado de la incubación de la puesta, que eclosionara entre los 5 y 6 días de la misma y en la que se ha que extremar el cuidado de no tener en el acuario otras especies de silúridos, para que no se coman los huevos.